# Klooster van Chevetogne
Het internationale benedictijner klooster van Chevetogne, met de officiële Franse naam Monastère de l'Exaltation de la Sainte Croix (Klooster van de Heilige Kruisverheffing), werd in 1925 als 'herenigingsklooster' in het Belgische Amay-sur-Meuse gesticht door Lambert Beauduin (1873-1960).
Sinds 1939 is de communiteit bij het dorpje Chevetogne gevestigd (gemeente Ciney / bisdom Namen). Op 11 december 1990 werd de priorij verheven tot abdij.
Het klooster van Chevetogne is in dubbel opzicht internationaal:
- Enerzijds vanwege de herkomst van de monniken. Deze zijn uit diverse landen afkomstig, waaronder Frankrijk, België, Nederland, Oostenrijk, Canada, Japan en verschillende Oost-Europese landen. De voertaal in het klooster is Frans.
- Anderzijds wijden de benedictijner monniken van Chevetogne zich geheel aan het bevorderen van de eenheid, oecumene, tussen alle christenen en in het bijzonder tussen de orthodoxe kerk met haar Byzantijnse liturgie en de rooms-katholieke kerk met haar Latijnse ritus.

Dit laatste komt tot uitdrukking in de interne organisatie van het klooster. Alle monniken zijn katholieke benedictijnen, maar ongeveer de helft van de monniken leeft en viert de liturgie volgens de Byzantijnse ritus (in het Kerkslavisch en Grieks); het andere deel volgt de Latijnse ritus (Novus Ordo Missae).
Het klooster van Chevetogne heeft als consequente doorwerking van dit onderscheid, dat geen scheiding is, zowel een Byzantijnse kerk (1955) als een Latijnse kerk (1980).
Het 'organisatorische' onderscheid tussen 'Byzantijnse' en 'Latijnse' monniken betekent echter niet dat de liturgische vieringen gescheiden plaatsvinden. Integendeel beide groepen nemen deel aan elkaars vieringen, waardoor de eenheid tussen beide liturgische tradities wordt benadrukt.
Het klooster geeft sinds 1926 het tijdschrift Irénikon uit, gewijd aan de eenheid tussen de Kerken en de oecumene. Al ruim negentig jaar spant Irénikon zich in om christenen van verschillende tradities aan te moedigen tot een beter wederzijds begrip en te groeien naar onderlinge waardering en respect, als eerste stap naar een serieuze dialoog.
Het koor van de monniken van Chevetogne heeft internationaal grote faam verworven door zijn authentieke en professionele uitvoering van Byzantijnse (Slavische en Griekse) liturgische gezangen. Het klooster heeft hiervan een groot aantal cd's uitgebracht.

## Wetenswaardigheden
De voormalige bisschop van het bisdom Rotterdam, monseigneur Philippe Bär (1928-2025), maakte vanaf 1954 als benedictijner monnik deel uit van de kloostergemeenschap van Chevetogne. Na zijn aftreden als bisschop van Rotterdam in 1993 woonde hij tot 2020 weer in zijn moederklooster. Nadien, om gezondheidsredenen, woonde hij tot zijn overlijden in maart 2025 in het kloosterverzorgingshuis Park Zuiderhout in Teteringen.
De abdij staat open voor gasten. Er is een gastenverblijf waar stellen, of mannen en vrouwen separaat, kunnen overnachten tegen een vergoeding naar draagkracht inclusief de maaltijden. Sinds 2011 is het gastenverblijf uitgebreid met een aangebouwde vleugel. Mannelijke gasten kunnen de warme maaltijd samen met de monniken gebruiken in de refter.
De voormalige abt van het klooster, de Belg Dom Michel Van Parys osb, is sinds 1997 hegoumen van het Italiaanse klooster van Santa Maria di Grottaferrata. Hij werd in dat jaar opgevolgd door Philippe Vanderheyden, die het ambt van abt uitvoerde tot 6 augustus 2016. Sinds 4 augustus 2019 is de in Luik geboren historicus Lambert Vos abt. Hij is sinds 2014 ook hoofdredacteur van Irénikon, het tijdschrift van de monniken van Chevetogne.
De klokken werden op 25 maart 2011 gewijd door aartsbisschop Simon van Brussel en België van de Russisch-orthodoxe kerk.

## Galerij

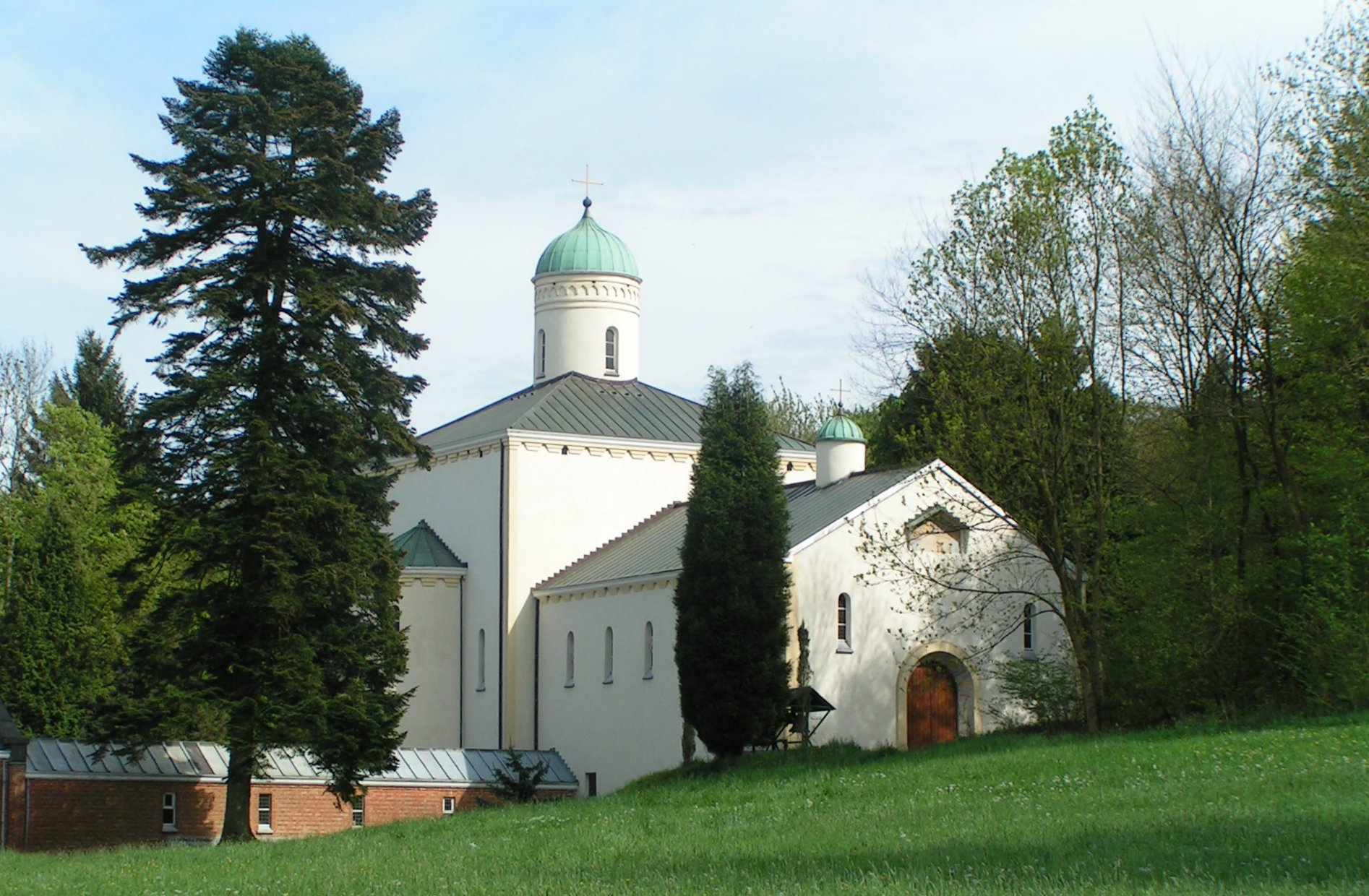
De Byzantijnse kerk
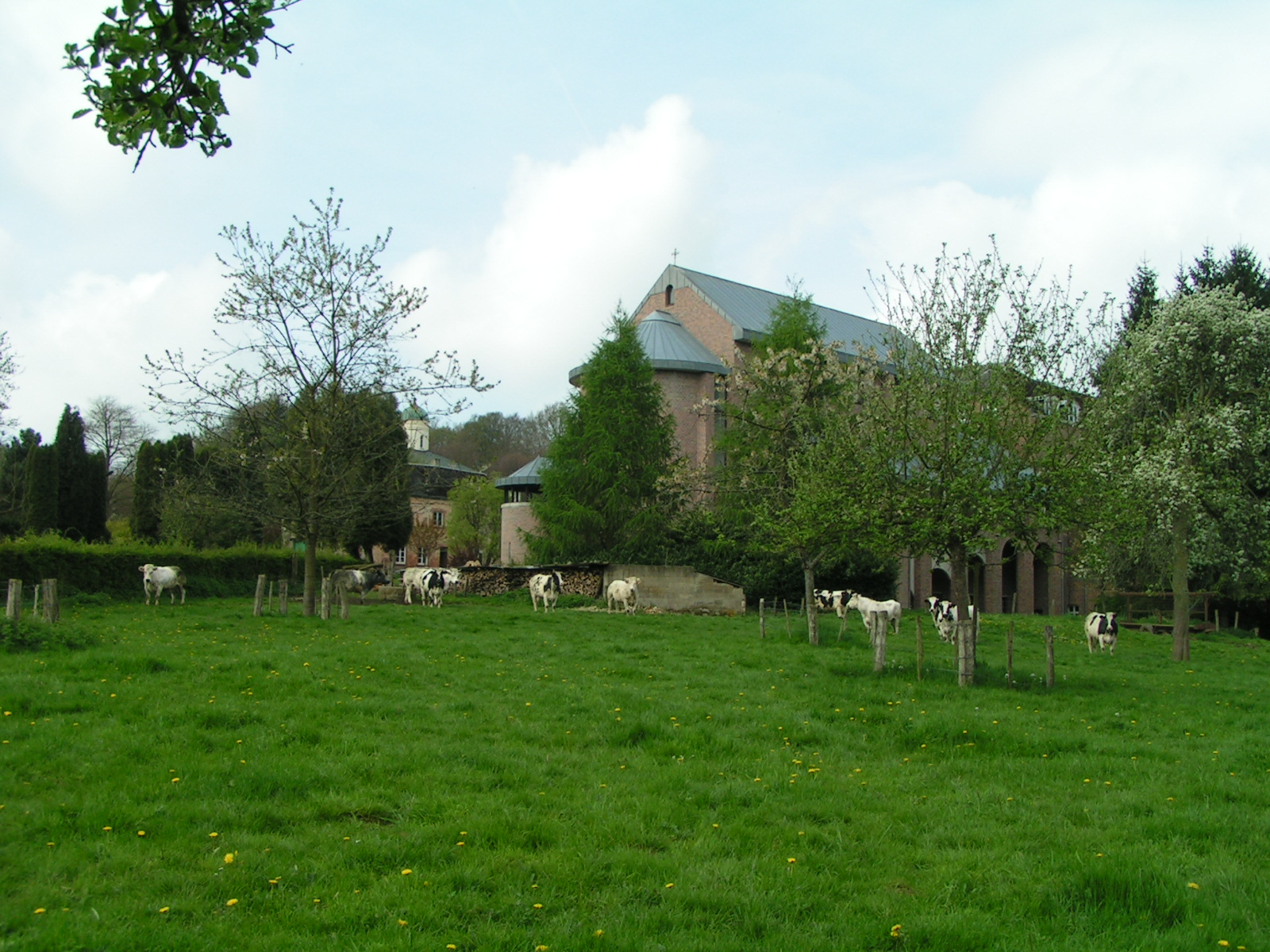
De Latijnse kerk aan de achterzijde
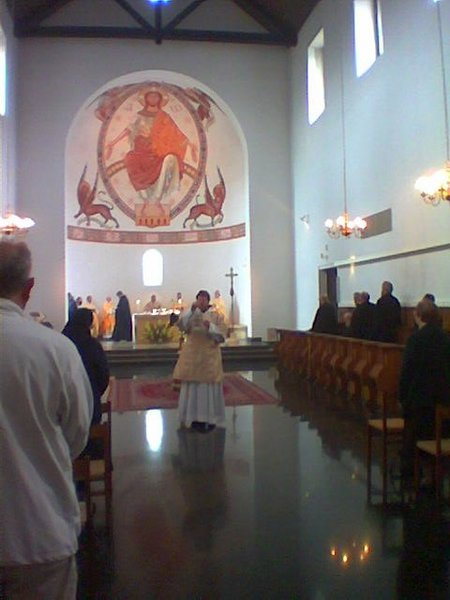
Eucharistieviering in de Latijnse kerk